# Nicolas Goussé
Nicolas Goussé (Thouars, Francia, 2 de enero de 1976) es un exfutbolista francés. Juega de delantero y su actual equipo es el FC Nantes de la Ligue 1 de Francia.

## Clubes
| Club            | País    | Año         |
| --------------- | ------- | ----------- |
| Stade Rennes    | Francia | 1996 - 1999 |
| FC Metz         | Francia | 1999 - 2000 |
| Troyes AC       | Francia | 2000 - 2003 |
| EA Guingamp     | Francia | 2003 - 2004 |
| RAEC Mons       | Bélgica | 2004 - 2005 |
| FC Istres       | Francia | 2005 - 2007 |
| FC Nantes       | Francia | 2007 - 2009 |
| Croix-de-Savoie | Francia | 2009 -      |